# International Union of Biochemistry and Molecular Biology
International Union of Biochemistry and Molecular Biology (IUBMB) är en internationell icke-statlig organisation  (NGO) som behandlar frågor inom biokemi, molekylärbiologi och besläktade discipliner. IUBMB grundades 1955 som International Union of Biochemistry efter mönster av en mycket äldre motsvarande organisation inom kemi: IUPAC. Unionen hade 77 medlemsländer 2008. Sverige är representerad genom Svenska föreningen för biokemi och molekylärbiologi (SFBM)
IUBMB arrangerar en triennal kongress: Congress of Biochemistry and Molecular Biology, och sponsar andra konferenser, symposier, utbildningsföretag och föreläsningar. 
Organisationen publicerar standarder för enzymnomenklatur och annan biokemisk nomenklatur, i vissa fall tillsammans med systerorganisationen IUPAC.
En rad tidskrifter har ursprung i IUBMB och utges med dess stöd: Biochemistry and Molecular Biology Education (f.d. Biochemical Education), BioEssays, BioFactors, Biotechnology and Applied Biochemistry, IUBMB Life, Molecular Aspects of Medicine och Trends in Biochemical Sciences. 
För närvarande är Angelo Azzi president. Bland före detta presidenter finns George Kenyon, Brian F.C. Clark, Mary Osborn, Harland G. Wood, William J. Whelan, K. Yagi och Hans Kornberg.